# Stuntney

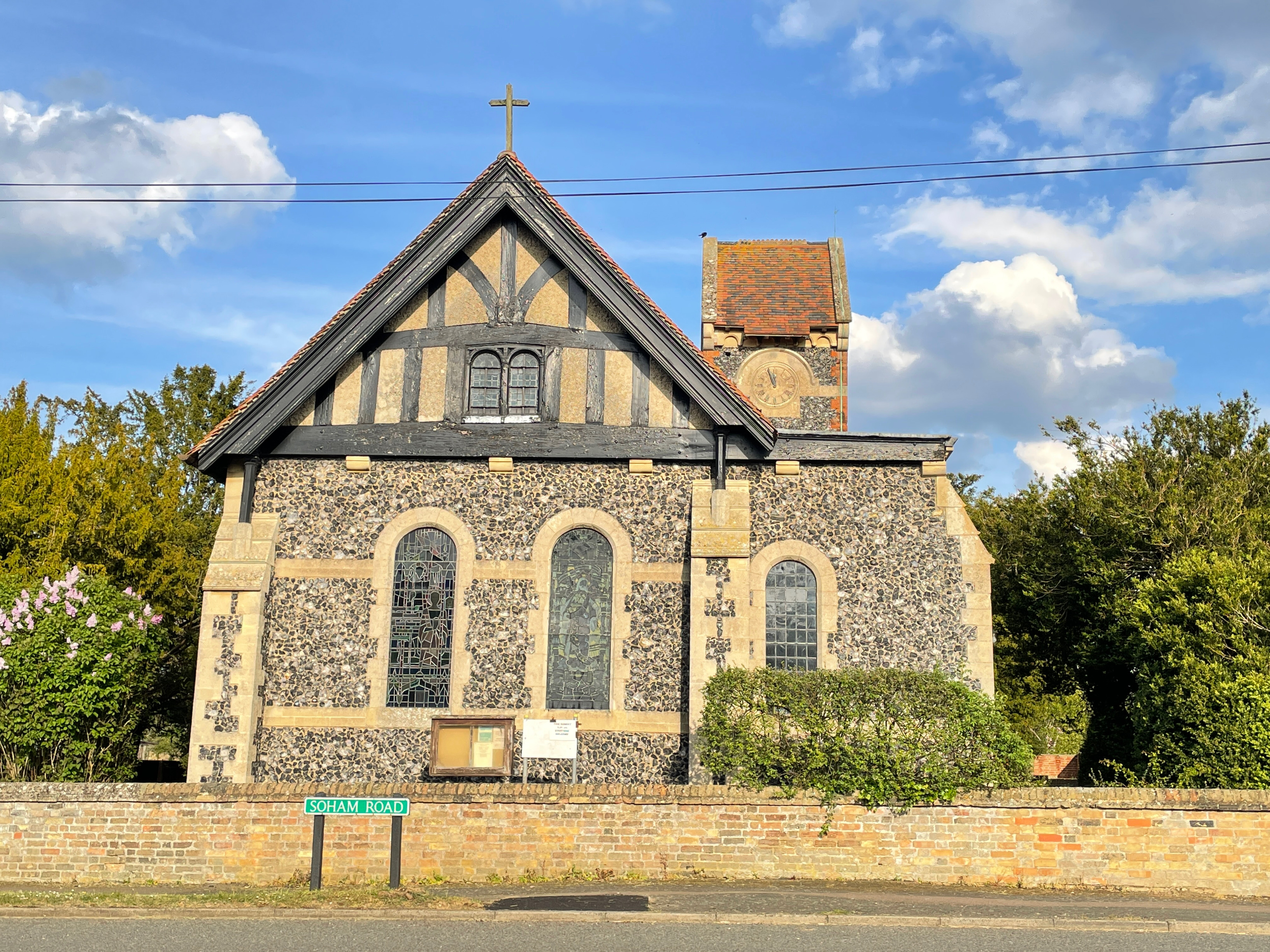
Kościół Świętego Krzyża w Stuntney

Stuntney – wieś w Anglii, w hrabstwie Cambridgeshire, w dystrykcie East Cambridgeshire. Leży 22 km na północny wschód od miasta Cambridge i 100 km na północ od Londynu.